# Sveriges Riksbanks pris i økonomi
Sveriges Riksbanks pris i økonomisk videnskab til Alfred Nobels minde (svensk: Sveriges Riksbanks pris i ekonomisk vetenskap till Alfred Nobels minne), bedre kendt som Nobelprisen i økonomi, er en pris for enestående bidrag til den økonomiske videnskab. Den anses for at være den mest prestigefyldte pris indenfor økonomisk forskning. 
Prisen blev indstiftet af Sveriges Riksbank i 1968 og er altså ikke en af de oprindelige nobelpriser, som Alfred Nobel indstiftede i 1895. Den er dog anerkendt af Nobelstiftelsen, som administrerer og uddeler prisen efter samme principper som de øvrige Nobelpriser. Sommetider omtales den som  "Nobels mindepris i økonomi".

## Prismodtagere
Fra 1969 til 2024 er prisen blevet uddelt 56 gange til i alt 96 modtagere. Ifølge Nobelstiftelsens egen opgørelse har forskere indenfor i alt 32 forskellige økonomiske delområder modtaget prisen i de første 49 år (fra 2018 offentliggør Nobelstiftelsen ikke længere opdelingen på delområder). De forskningsområder, der hyppigst blev tilgodeset i perioden 1969-2017, var makroøkonomi (9 modtagere), økonometri og finansiel økonomi (hver 8 modtagere), spilteori (6 deltagere), mikroøkonomi og informationsøkonomi (hver 5 modtagere).
De første modtagere af prisen var nordmanden Ragnar Frisch og hollænderen Jan Tinbergen for at "have udviklet dynamiske modeller til analyse af økonomiske processer".
Over halvdelen af prismodtagerne har været amerikanere (enten ved fødsel eller senere nationalisering). Storbritannien er det land, der har næstflest prismodtagere. Arthur Lewis fra Saint Lucia var i 1979 den første modtager fra et ikke-vestligt land og den første farvede økonom, der modtog prisen.
Nobelprismodtagerne i økonomi er relativt gamle sammenlignet med de øvrige prismodtagere, nemlig i gennemsnit 67 år ved prisoverrækkelsen. Blandt alle Nobelpristagere er gennemsnitsalderen 60 år. Den yngste modtager af Nobelprisen i økonomi er Esther Duflo, der fik prisen som 46-årig i 2019. Dermed slog hun Kenneth Arrow, der fik prisen som 51-årig i 1972. Den ældste er Leonid Hurwicz, der modtog prisen som 90-årig i 2007. Han var også den ældste Nobelprismodtager i det hele taget, indtil Arthur Ashkin modtog Nobelprisen i fysik i 2019 som 96-årig.
Indtil 2009 var det kun mænd, der havde modtaget prisen. I 2009 blev Elinor Ostrom den første kvinde til at modtage prisen. I 2019 fik hun selskab af Ester Duflo og i 2023 af Claudia Goldin.
Et enkelt ægtepar har fået prisen sammen, nemlig udviklingsøkonomerne Abhijit Banerjee og Esther Duflo i 2019 (sammen med Michael Kremer). En anden Nobel-økonom, Gunnar Myrdal, er dog også gift med en Nobelpristager, idet hans kone Alva Myrdal modtog Nobels fredspris i 1982. Jan Tinbergens bror Nikolaas Tinbergen modtog Nobelprisen i medicin i 1973 for sit arbejde indenfor etologi - de er det eneste eksempel i institutionens historie på søskende, som begge har vundet Nobelpriser.
Seks økonomer fra de nordiske lande, nemlig tre nordmænd (Ragnar Frisch, Trygve Haavelmo og Finn E. Kydland), to svenskere (Gunnar Myrdal) og Bertil Ohlin) og finlandssvenskeren Bengt Holmström, har modtaget denne pris, men aldrig en dansker. Statistikeren, professor Søren Johansen, der er verdensberømt for sine bidrag inden for kointegration af tidsrækker, en gren af økonometrien, nævnes ofte som den danske forsker, der har været tættest på at få denne pris, ikke mindst i 2003, hvor prisen gik til to kollegaer inden for det samme område.
| År   | Prismodtager | Prismodtager              | Nationalitet          | Begrundelse |
| ---- | ------------ | ------------------------- | --------------------- | --- |
| 1969 |              | Ragnar Frisch             | Norge                 | "for at have udviklet dynamiske modeller for analyse af økonomiske processer" |
| 1969 |              | Jan Tinbergen             | Holland               | "for at have udviklet dynamiske modeller for analyse af økonomiske processer" |
| 1970 |              | Paul Samuelson            | USA                   | "for hans videnskabelige arbejde, hvor han har udviklet statisk og dynamisk økonomisk teori samt aktivt arbejdet for at højne niveauet af økonomisk analyse"                      |
| 1971 |              | Simon Kuznets             | USA                   | "for hans empiriske arbejde med økonomisk vækst, der har ledt til en dybere forståelse for økonomiske og sociale strukturer"                                                      |
| 1972 |              | John Hicks                | Storbritannien        | "for deres banebrydende arbejde med grundlæggende ligevægts- og velfærdsteori" |
| 1972 |              | Kenneth Arrow             | USA                   | "for deres banebrydende arbejde med grundlæggende ligevægts- og velfærdsteori" |
| 1973 |              | Wassily Leontief          | USA                   | "for udviklingen af input-output-modellen og dens anvendelse i vigtige økonomiske problemstillinger"                                                                              |
| 1974 |              | Gunnar Myrdal             | Sverige               | "for deres banebrydende arbejde indenfor pengepolitik og økonomiske fluktationer samt for deres analyse af afhængigheden mellem økonomiske, sociale og institutionelle fænomener" |
| 1974 |              | Friedrich Hayek           | Storbritannien/Østrig | "for deres banebrydende arbejde indenfor pengepolitik og økonomiske fluktationer samt for deres analyse af afhængigheden mellem økonomiske, sociale og institutionelle fænomener" |
| 1975 |              | Leonid Kantorovich        | Sovjetunionen         | "for deres bidrag til teorien om Pareto-optimal allokering af ressourcer" |
| 1975 |              | Tjalling Koopmans         | USA                   | "for deres bidrag til teorien om Pareto-optimal allokering af ressourcer" |
| 1976 |              | Milton Friedman           | USA                   | "for hans resultater inden for områderne forbrugsanalyse, monetær historie og teori samt for hans demonstration af kompleksiteten i stabiliseringspolitik"                        |
| 1977 |              | Bertil Ohlin              | Sverige               | "for deres banebrydende bidrag til teorien bag international handel og kapitalbevægelser"                                                                                         |
| 1977 |              | James Meade               | Storbritannien        | "for deres banebrydende bidrag til teorien bag international handel og kapitalbevægelser"                                                                                         |
| 1978 |              | Herbert Simon             | USA                   | "for hans forskning i processerne bag beslutningsproblemer i organisationer" |
| 1979 |              | Theodore Schultz          | USA                   | "for deres forskning i økonomisk udvikling med særlig fokus på problemerne i ulande"                                                                                              |
| 1979 |              | Arthur Lewis              | Saint Lucia           | "for deres forskning i økonomisk udvikling med særlig fokus på problemerne i ulande"                                                                                              |
| 1980 |              | Lawrence Klein            | USA                   | "for opfindelsen af økonometriske modeller og anvendelsen af disse i analysen af økonomiske fluktuationer og økonomisk politik"                                                   |
| 1981 |              | James Tobin               | USA                   | "for hans analyse af finansielle markeder og deres sammenhæng med omkostninger, ansættelse, produktion og priser"                                                                 |
| 1982 |              | George Stigler            | USA                   | "for hans studier af industrielle strukturer, markedsfunktioner og effekterne af markedsreguleringer"                                                                             |
| 1983 |              | Gérard Debreu             | Frankrig              | "for at have indarbejdet en ny analytisk metode i økonomisk teori, samt hans reformulering af teorien bag ligevægtsøkonomier"                                                     |
| 1984 |              | Richard Stone             | Storbritannien        | "for at have bidraget til udviklingen af systemer til nationalregnskaber og derigennem have forbedret grundlaget for empiriske økonomiske analyser"                               |
| 1985 |              | Franco Modigliani         | Italien               | "for hans banebrydende analyse af opsparing og finansielle markeder" |
| 1986 |              | James M. Buchanan         | USA                   | "for udviklingen af det aftalemæssige grundlag for økonomisk og politisk beslutningstagen"                                                                                        |
| 1987 |              | Robert Solow              | USA                   | "for hans bidrag til teorien om økonomisk vækst" |
| 1988 |              | Maurice Allais            | Frankrig              | "for hans bidrag til markedsteori og efficient udnyttelse af ressourcer" |
| 1989 |              | Trygve Haavelmo           | Norge                 | "for hans udredning af sandsynslighedsteori i forbindelse med økonometri og hans analyse af simultane økonomiske strukturer"                                                      |
| 1990 |              | Harry Markowitz           | USA                   | "for deres banebrydende arbejde inden for teorien bag finansiel økonomi". |
| 1990 |              | Merton Miller             | USA                   | "for deres banebrydende arbejde inden for teorien bag finansiel økonomi". |
| 1990 |              | William Forsyth Sharpe    | USA                   | "for deres banebrydende arbejde inden for teorien bag finansiel økonomi". |
| 1991 |              | Ronald Coase              | Storbritannien        | "for hans opdagelse og udredning af vigtigheden af transaktionsomkostninger og ejendomsret for økonomiens institutionelle struktur og funktion"                                   |
| 1992 |              | Gary Becker               | USA                   | "for at have udvidet området for mikroøkonomisk analyse med en række emner inden for menneskelig interaktion, herunder ikke-markedsrelaterede"                                    |
| 1993 |              | Robert Fogel              | USA                   | "for at have fornyet forskningen i økonomisk historie ved at bruge økonomisk teori og kvantitative metoder til at forklare institutionelle forandringer"                          |
| 1993 |              | Douglass North            | USA                   | "for at have fornyet forskningen i økonomisk historie ved at bruge økonomisk teori og kvantitative metoder til at forklare institutionelle forandringer"                          |
| 1994 |              | John Harsanyi             | USA                   | "for deres banebrydende analyse af ligevægte inden for spilteori" |
| 1994 |              | John Forbes Nash          | USA                   | "for deres banebrydende analyse af ligevægte inden for spilteori" |
| 1994 |              | Reinhard Selten           | Tyskland              | "for deres banebrydende analyse af ligevægte inden for spilteori" |
| 1995 |              | Robert Lucas, Jr.         | USA                   | "for at have udviklet og anvendt hypotesen om rationelle forventninger og derved forandret makroøkonomisk analyse og udvidet vores forståelse af økonomisk politik"               |
| 1996 |              | James Mirrlees            | Storbritannien        | "for deres vigtige bidrag til økonomisk incitamentsteori under asymmetrisk information"                                                                                           |
| 1996 |              | William Vickrey           | USA Canada            | "for deres vigtige bidrag til økonomisk incitamentsteori under asymmetrisk information"                                                                                           |
| 1997 |              | Robert C. Merton          | USA                   | "for en ny metode til at bestemme værdien af finansielle derivater" |
| 1997 |              | Myron Scholes             | Canada USA            | "for en ny metode til at bestemme værdien af finansielle derivater" |
| 1998 |              | Amartya Sen               | Indien                | "for hans bidrag til velfærdsøkonomi" |
| 1999 |              | Robert Mundell            | Canada                | "for hans analyse af pengepolitik og finansiel politik under forskellige valutakursmodeller og hans analyse af optimale valutazoner"                                              |
| 2000 |              | James Heckman             | USA                   | "for hans udvikling af teorien og metoder til at analyse stikprøver med udvælgelse"                                                                                               |
| 2000 |              | Daniel McFadden           | USA                   | "for hans udvikling af teori og metoder til analyse af diskrete valg" |
| 2001 |              | George Akerlof            | USA                   | "for deres analyse af markeder med asymmetrisk information" |
| 2001 |              | Michael Spence            | USA                   | "for deres analyse af markeder med asymmetrisk information" |
| 2001 |              | Joseph E. Stiglitz        | USA                   | "for deres analyse af markeder med asymmetrisk information" |
| 2002 |              | Daniel Kahneman           | Israel USA            | "for at have samlet ideer fra forskning i psykologi med den økonomiske videnskab, specielt angående menneskelig beslutningstagen ved usikkerhed"                                  |
| 2002 |              | Vernon L. Smith           | USA                   | "for at have etableret laboratorieeksperimenter som et værktøj i empirisk økonomisk analyse, specielt i studiet af alternative markedsmekanismer"                                 |
| 2003 |              | Robert F. Engle           | USA                   | "for metoder til at analysere økonomiske tidsserier med tidsvarierende volatilitet (ARCH)"                                                                                        |
| 2003 |              | Clive Granger             | Storbritannien        | "for metoder til at analysere økonomiske tidsserier med trend (kointegration)" |
| 2004 |              | Finn E. Kydland           | Norge                 | "for deres bidrag til dynamisk makroøkonomi: tidskonsistensen i økonomisk politik og drivkræfterne bag konjunkturcykler"                                                          |
| 2004 |              | Edward C. Prescott        | USA                   | "for deres bidrag til dynamisk makroøkonomi: tidskonsistensen i økonomisk politik og drivkræfterne bag konjunkturcykler"                                                          |
| 2005 |              | Robert Aumann             | Israel USA            | "for at have udvidet vores forståelse af konflikter og samarbejde gennem spilteoretisk analyse"                                                                                   |
| 2005 |              | Thomas Schelling          | USA                   | "for at have udvidet vores forståelse af konflikter og samarbejde gennem spilteoretisk analyse"                                                                                   |
| 2006 |              | Edmund Phelps             | USA                   | "for hans analyse af intertemporbale trade-offs i makroøkonomisk politik" |
| 2007 |              | Leonid Hurwicz            | USA                   | "for at have lagt fundamentet til teorien bag mekanisme-design" |
| 2007 |              | Eric Maskin               | USA                   | "for at have lagt fundamentet til teorien bag mekanisme-design" |
| 2007 |              | Roger Myerson             | USA                   | "for at have lagt fundamentet til teorien bag mekanisme-design" |
| 2008 |              | Paul Krugman              | USA                   | "for hans analyse af handelsmønstre og placering af økonomisk aktivitet" |
| 2009 |              | Elinor Ostrom             | USA                   | "for hendes analyse af økonomisk styring" |
| 2009 |              | Oliver Williamson         | USA                   | "for hans analyse af økonomisk styring, specielt med hensyn til virksomheders afgrænsning"                                                                                        |
| 2010 |              | Peter A. Diamond          | USA                   | "for deres analyse af arbejdsmarkeder med søgefriktioner" |
| 2010 |              | Dale T. Mortensen         | USA                   | "for deres analyse af arbejdsmarkeder med søgefriktioner" |
| 2010 |              | Christopher A. Pissarides | Cypern                | "for deres analyse af arbejdsmarkeder med søgefriktioner" |
| 2011 |              | Thomas J. Sargent         | USA                   | "for deres empiriske forskning af årsag og virkning i makroøkonomien" |
| 2011 |              | Christopher A. Sims       | USA                   | "for deres empiriske forskning af årsag og virkning i makroøkonomien" |
| 2012 |              | Alvin E. Roth             | USA                   | "for teorien om stabile allokeringer og markedsdesign i praksis" |
| 2012 |              | Lloyd Shapley             | USA                   | "for teorien om stabile allokeringer og markedsdesign i praksis" |
| 2013 |              | Eugene Fama               | USA                   | "for deres empiriske analyse af priser på aktiver" |
| 2013 |              | Lars Peter Hansen         | USA                   | "for deres empiriske analyse af priser på aktiver" |
| 2013 |              | Robert J. Shiller         | USA                   | "for deres empiriske analyse af priser på aktiver" |
| 2014 |              | Jean Tirole               | Frankrig              | "for hans analyse af markedsmagt og regulering" |
| 2015 |              | Angus Deaton              | Storbritannien/USA    | "for hans analyse af forbrug, fattigdom og velfærd" |
| 2016 |              | Oliver Hart               | USA                   | "for deres bidrag til kontraktteorien" |
| 2016 |              | Bengt R. Holmström        | Finland               | "for deres bidrag til kontraktteorien" |
| 2017 |              | Richard H. Thaler         | USA                   | "for hans bidrag til adfærdsøkonomi" |
| 2018 |              | William Nordhaus          | USA                   | "for at integrere klimaændringer i langsigtet økonomisk analyse" |
| 2018 |              | Paul Romer                | USA                   | "for at integrere teknologiske innovationer i langsigtet økonomisk analyse" |
| 2019 |              | Abhijit Banerjee          | Indien                | "for deres eksperimentelle tilgang til at afhjælpe global fattigdom" |
| 2019 |              | Esther Duflo              | Frankrig              | "for deres eksperimentelle tilgang til at afhjælpe global fattigdom" |
| 2019 |              | Michael Kremer            | USA                   | "for deres eksperimentelle tilgang til at afhjælpe global fattigdom" |
| 2020 |              | Paul R. Milgrom           | USA                   | "for forbedringer af auktionsteori og udviklingen af nye auktionsformater" |
| 2020 |              | Robert B. Wilson          | USA                   | "for forbedringer af auktionsteori og udviklingen af nye auktionsformater" |
| 2021 |              | David Card                | Canada                | "for hans empiriske bidrag til arbejdsmarkedsøkonomi" |
| 2021 |              | Joshua Angrist            | Israel/USA            | "for deres metodologiske bidrag til analysen af kausale forhold" |
| 2021 |              | Guido Imbens              | Holland/USA           | "for deres metodologiske bidrag til analysen af kausale forhold" |
| 2022 |              | Ben Bernanke              | USA                   | "for forskning i banker og finansielle kriser" |
| 2022 |              | Douglas Diamond           | USA                   | "for forskning i banker og finansielle kriser" |
| 2022 |              | Philip Dybvig             | USA                   | "for forskning i banker og finansielle kriser" |
| 2023 |              | Claudia Goldin            | USA                   | "for at have forøget vores forståelse af kvinders forhold på arbejdsmarkedet" |
| 2024 |              | Daron Acemoglu            | Tyrkiet/USA           | "for forskning i, hvordan institutioner dannes og påvirker velstanden" |
| 2024 |              | Simon Johnson             | USA                   | "for forskning i, hvordan institutioner dannes og påvirker velstanden" |
| 2024 |              | James A. Robinson         | Storbritannien        | "for forskning i, hvordan institutioner dannes og påvirker velstanden" |